# Spicks and Specks
Spicks and Specks es el segundo álbum de los Bee Gees. Fue lanzado en 1966 en el mercado de Australia. La gira posterior llevó a los Bee Gees al estrellato australiano, actuando en el Kyamba Smith Hall en Wagga Wagga, Nueva Gales del Sur, con estrellas como Billy Thorpe, los Aztecs y The Easybeats.

## Lista de canciones
Lado 1
1. "Monday's Rain" - 3:00
2. "How Many Birds" - 2:00
3. "Playdown" - 1:50
4. "Second Hand People" - 2:11
5. "I Don't Know Why I Bother with Myself" - 2:44
6. "Big Chance" - 1:41

Lado 2
1. "Spicks and Specks" - 2:51
2. "Jingle Jangle" - 2:11
3. "Tint of Blue" - 2:06
4. "Where Are You?" - 2:13
5. "Born a Man" - 3:13
6. "Glass House" - 2:26

## Curiosidades
- Aunque nunca fue lanzado oficialmente en formato de CD, en el mercado existen varios álbumes con este nombre, ninguno teniendo la misma lista de canciones.
- Todas las canciones están en la compilación oficial Brilliant from Birth.

- Datos: Q746808